# Женская сборная Никарагуа по софтболу
Женская национальная сборная Никарагуа по софтболу — представляет Никарагуа на международных софтбольных соревнованиях. Управляющей организацией является Федерация софтбола Никарагуа (исп. Federación Nicaragüense de Softbol).

## Результаты выступлений

### Чемпионаты мира
| Год        | Победы         | Поражения      | Место          |
| ---------- | -------------- | -------------- | -------------- |
| 1965—1974  | не участвовали | не участвовали | не участвовали |
| 1978       |                |                | 15             |
| 1982       |                |                | 14             |
| 1986—н. в. | не участвовали | не участвовали | не участвовали |

### Панамериканские чемпионаты
| Год        | Победы         | Поражения      | Место          |
| ---------- | -------------- | -------------- | -------------- |
| 1987—2001  | не участвовали | не участвовали | не участвовали |
| 2005       | 0              | 6              | 14             |
| 2009—н. в. | не участвовали | не участвовали | не участвовали |

### Панамериканские игры
| Год        | Победы         | Поражения      | Место          |
| ---------- | -------------- | -------------- | -------------- |
| 1979—1987  | не участвовали | не участвовали | не участвовали |
| 1991       | 0              | 7              | 8              |
| 1995—н. в. | не участвовали | не участвовали | не участвовали |

### Центральноамериканские игры
| Год  | Победы | Поражения | Место      |
| ---- | ------ | --------- | ---------- |
| 1973 |        |           | ??         |
| 1977 |        |           | ??         |
| 1986 |        |           | ??         |
| 1990 |        |           | ??         |
| 1994 |        |           | ??         |
| 1997 |        |           | ??         |
| 2001 |        |           | ??         |
| 2006 |        |           | ??         |
| 2010 | 1      | 3         | 4          |
| 2013 | 2      | 3         | 5          |
| 2017 | 5      | 3         | 02 ! [ 7 ] |